# Катуница
Катуница (болг. Катуница) — село в Болгарии. Находится в Пловдивской области, входит в общину Садово. Население составляет 2 376 человек.

## Политическая ситуация
В местном кметстве Катуница, в состав которого входит Катуница, должность кмета (старосты) исполняет Лиляна Димитрова Петкова (Болгарская социалистическая партия (БСП)) по результатам выборов правления кметства.
Кмет (мэр) общины Садово — Марин Драганов Йосифов (инициативный комитет) по результатам выборов в правление общины.

## События в Катунице
Небольшое село стало известным после происшествия, вызвавшего широкий резонанс в Болгарии и проведшего к антицыганским волнениям 2011 года.
23 сентября 2011 года микроавтобус местного цыганского барона Кирилла Рашкова сбил девятнадцатилетнего болгарина Ангела Петрова. Особое возмущение вызвал тот факт, что машина барона скрылась с места происшествия, а сам барон подозревается в связях с преступным миром. В ходе вспыхнувших на следующий день (24 сентября) беспорядков в селе несколько сотен местных жителей подошли к особняку барона и, разбив стекла, подожги его, а также припаркованные рядом машины барона. С подоспевшими на место происшествия полицейскими местные жители вступили в стычку. Вечером из Пловдива на помощь местным жителям приехали футбольные фанаты клуба Локомотив. 27 сентября Кирилл Рашков был арестован и помещен в Пловдивскую тюрьму.